# Карл I (Мекленбург)
Карл I фон Мекленбург (на немски: Karl I von Mecklenburg; * 28 септември 1540, Нойщат-Глеве; † 22 юли 1610, Гюстров) е администратор на епископство Ратцебург (1592 – 1610) и управляващ херцог на Мекленбург-Гюстров (1603 – 1610).

## Живот
Той е най-малкият син на херцог Албрехт VII фон Мекленбург (1486 – 1547) и съпругата му Анна фон Бранденбург (1507 – 1567), дъщеря на курфюрст Йоахим I фон Бранденбург.
От 1564 до 1610 г. Карл е администратор на Йоанитския комтурай Миров. След смъртта на по-големите му братя Йохан Албрехт I († 1576) и Улрих († 1603) той последва последния на 14 март 1603 г. като управляващ херцог в частта Гюстров и поема до смъртта си опекунството на синовете на Йохан Албрехт I, Йохан Албрехт II и Адолф Фридрих I, в частта Шверин. От 1592 до 1610 г. той също е администратор на епископство Ратцебург.
Карл дава през 1603 г. на София фон Шлезвиг-Холщайн-Готорп, вдовицата на Йохан VII, задачата, да управлява наследството на нейните синове. През 1608 г. херцог Карл обявява за пълнолетен най-големия син на София Адолф Фридрих I чрез император Рудолф II.
Карл е погребан в катедралата на Гюстров.

## Деца
Карл има връзка с Анна Деел († 1605) и има с нея 4 деца:
- Карл Юрген фон Мекленбург († 4.5.1657), каноник в Ратцебург
- Албрехт фон Мекленбург († 1638/50), женен за Анна фон Барнер († сл. 1653)
- Маргарета фон Мекленбург († 1664, Ратцебург), омъжена 1605 г. за Зиверт фон Плесе († 1613)
- Анна София фон Мекленбург († 1657/63), омъжена 1622 г. за Йозеф Бернхард († 1637/41)